# Metamorphosis insectorum Surinamensium

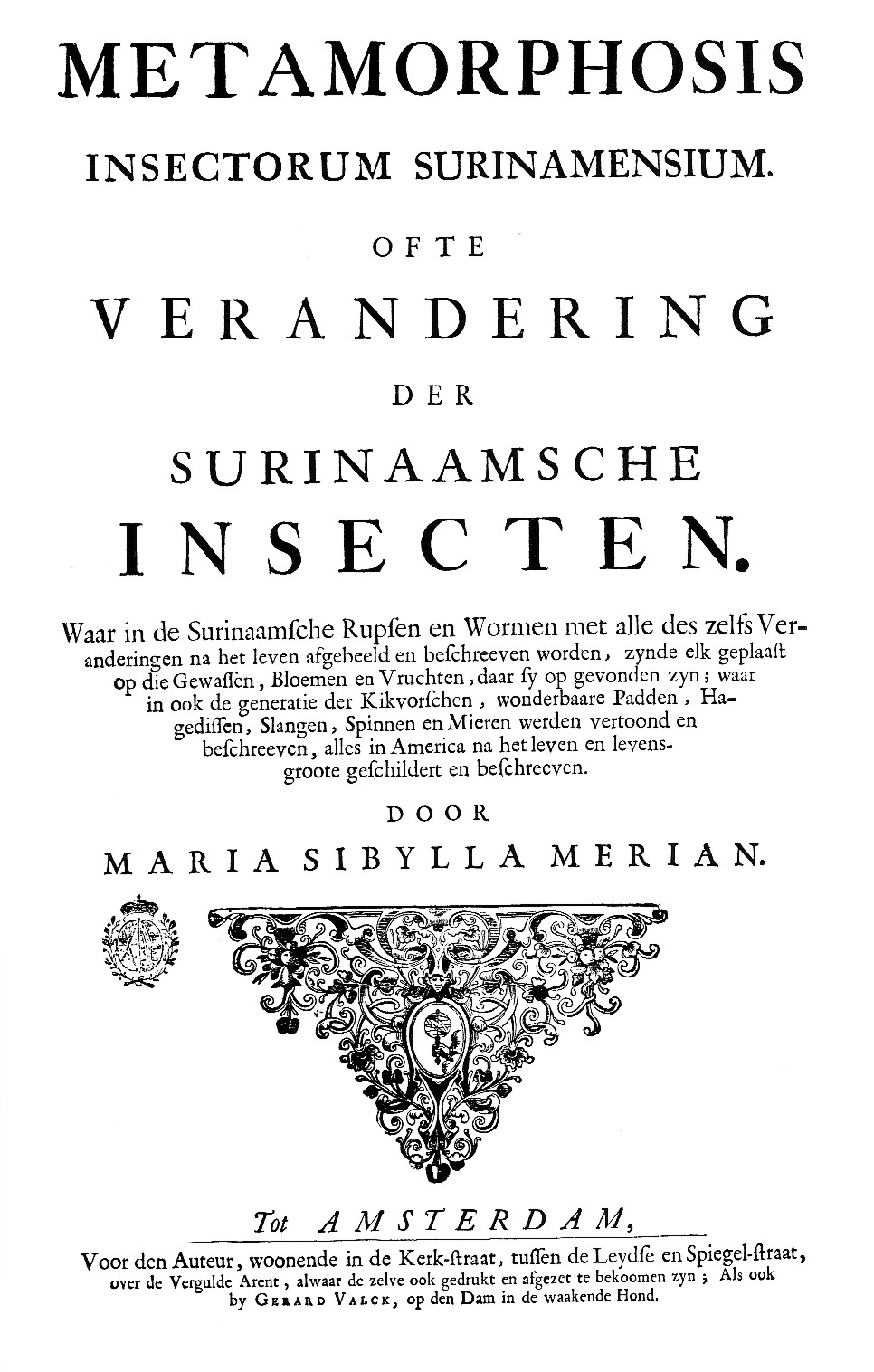
Titelblatt von 1705

Metamorphosis insectorum Surinamensium (Verwandlung der surinamischen Insekten) ist das schon von Zeitgenossen bewunderte Hauptwerk der Naturforscherin und Künstlerin Maria Sibylla Merian (1647–1717), eine Sammlung von Kupferstichen und zugehörigen Texten, in der sie die Lebenszyklen von Insekten in der damals niederländischen Kolonie Suriname darstellte und beschrieb.

## Die Reise

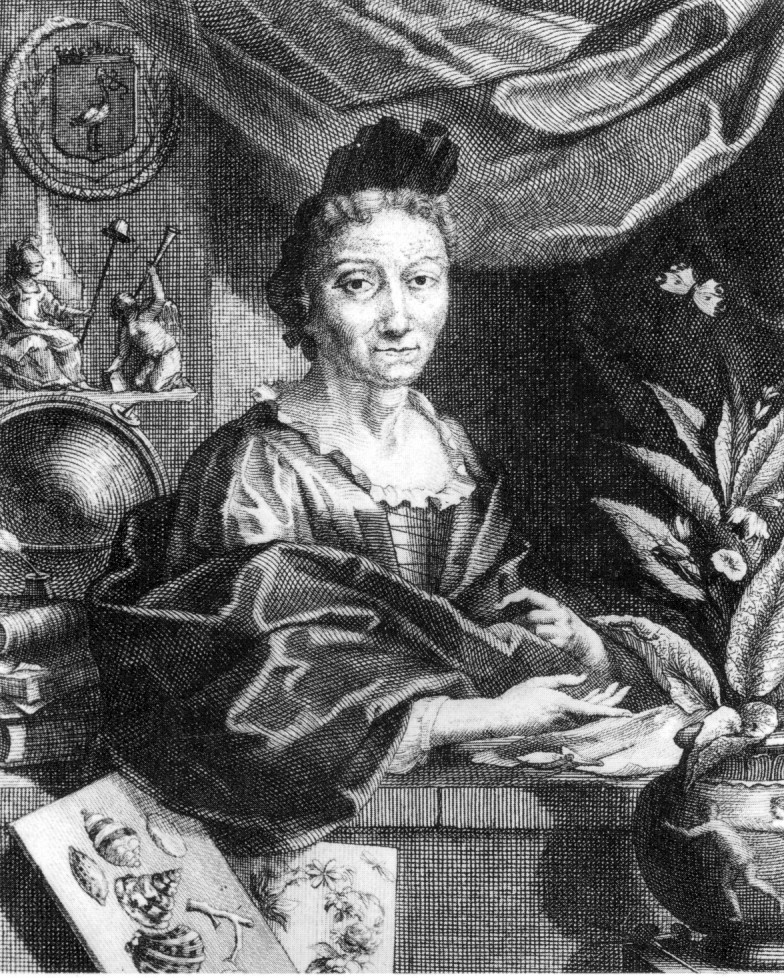
Maria Sibylla Merian um 1700

Maria Sibylla Merian hatte schon als 13-Jährige begonnen, Insekten und Pflanzen nach der Natur zu malen. Die Erforschung und Darstellung von Insekten blieb ein wesentlicher Teil ihres Lebens. Um 1685 erfuhr sie erstmals von der tropischen Flora und Fauna Südamerikas. In mehreren Naturaliensammlungen Amsterdams vertiefte sie in den 1690er Jahren ihre Eindrücke, bemerkte aber auch, dass die Metamorphose der Insekten durch die verschiedenen Stadien ihres Lebens dort kaum gezeigt wurde. Sie begann, eine Reise nach Suriname vorzubereiten, obwohl Freunde und Bekannte sie vor dem extrem ungesunden Klima warnten. Im Juni 1699 brach sie zusammen mit ihrer jüngeren, damals 21-jährigen Tochter Dorothea Maria dorthin auf, um Tiere und Pflanzen zu erforschen.
Suriname, auch unter dem Sammelnamen Niederländisch-Guayana bekannt, war bis 1975 eine niederländische Kolonie in Südamerika. Zu Merians Zeit ließen dort weiße Plantagenbesitzer ihre schwarzen Sklaven vor allem in Monokultur Zuckerrohr anbauen. Im Landesinneren erstreckten sich fast undurchdringliche Urwälder. Mutter und Tochter Merian lebten zeitweise bei Labadisten, einer frühpietistischen Gemeinde in der entlegenen Siedlung Providence. Sie lag am rechten Ufer des Suriname, circa 65 km von der Hauptstadt Paramaribo entfernt. Begleitet von einigen Einheimischen zogen sie früh morgens auf kaum begehbaren Buschpfaden in die Wälder, um Insekten auf ihren jeweiligen Wirtspflanzen zu beobachten und zu sammeln. Angesichts der exotischen Vielfalt dehnten sie ihr ursprüngliches Forschungsprogramm erheblich aus. Abends wurden die Funde präpariert und gezeichnet – das feuchtheiße Klima zwang zu rascher Auswertung aller Objekte, die nicht konserviert werden konnten. Nach zweijährigem Aufenthalt war die nun 54-jährige Forscherin den Anstrengungen nicht mehr gewachsen und erkrankte heftig an Malaria. Am 23. September 1701 trafen sie und ihre Tochter wieder in Amsterdam ein.

## Das Werk

### Die Edition
In den Jahren von 1702 bis 1705 bereitete Maria Sibylla Merian, gesundheitlich noch stark beeinträchtigt, ihr großes Werk über die surinamischen Insekten vor. Auf das Titelblatt ließ sie drucken:
METAMORPHOSIS INSECTORUM SURINAMENSIUM ODER VERWANDLUNG DER SURINAMISCHEN INSEKTEN.

Worin die surinamischen Raupen und Würmer in allen ihren Verwandlungen nach dem Leben abgebildet sind und beschrieben werden und wobei sie auf die Gewächse, Blumen und Früchte gesetzt werden, auf denen sie gefunden wurden. Es werden hier auch Frösche, wundersame Kröten, Eidechsen, Schlangen, Spinnen und Ameisen gezeigt und erklärt, und alles wurde in Amerika nach dem Leben und in natürlicher Größe gemalt und beschrieben. Von Maria Sibylla Merian.
Ende 1702 war die Planung für die Edition abgeschlossen, die 60 Bildtafeln lagen als Pergamentmalerei vor. Nur drei von ihnen konnte sie selbst in Kupfer stechen (Nr. XI, XIV und XXXV), die übrigen wurden von Pieter Sluyter (35), Joseph Mulder (21) und Daniel Stoopendael (1) übernommen. Merian selbst schrieb die dazugehörigen Texte, wissenschaftliche Anmerkungen wurden von ihrem guten Bekannten Caspar Commelin, dem Leiter des Botanischen Gartens in Amsterdam, hinzugefügt. Gemeinsam mit ihren beiden Töchtern kolorierte sie die fertigen Drucke. Bei einigen wenigen Buchexemplaren ließ sie von den noch frischen Abzügen Umdrucke herstellen – die nun seitenverkehrten Blätter zeigten nur noch schwache Konturen und wirkten nach dem Farbauftrag fast wie reine Aquarelle.

Das Werk erschien im Format Folio groß (gr. 2°) in den Abmessungen 50 × 35 cm. Der Preis betrug 45 Gulden, davon entfielen auf den Druck nur 15, auf das Kolorieren aber 30 Gulden. Geplant waren je eine deutsche, niederländische und lateinische Ausgabe. Die deutsche unterblieb, weil sich dafür nur 12 Subskribenten fanden; die anderen erschienen zu Anfang des Jahres 1705 im Selbstverlag und bei Gerard Valk in Amsterdam. Die gesamte Auflage kann kaum höher gewesen sein als 60 Exemplare, gemessen an der geringen Zahl der heute noch existierenden Erstausgaben. In der Einleitung schrieb die Autorin: 

„Ich habe keine Kosten bei der Ausführung dieses Werkes gescheut. Ich habe die Platten von den berühmtesten Meistern schneiden lassen und habe das beste Papier dazu genommen, damit ich sowohl den Kennern der Kunst als auch den Liebhabern der Insekten und Pflanzen Vergnügen und Freude bereite, wie es auch mich dann freuen wird, wenn ich höre, dass ich meine Absicht erreicht … habe.“

### Bilder und Texte

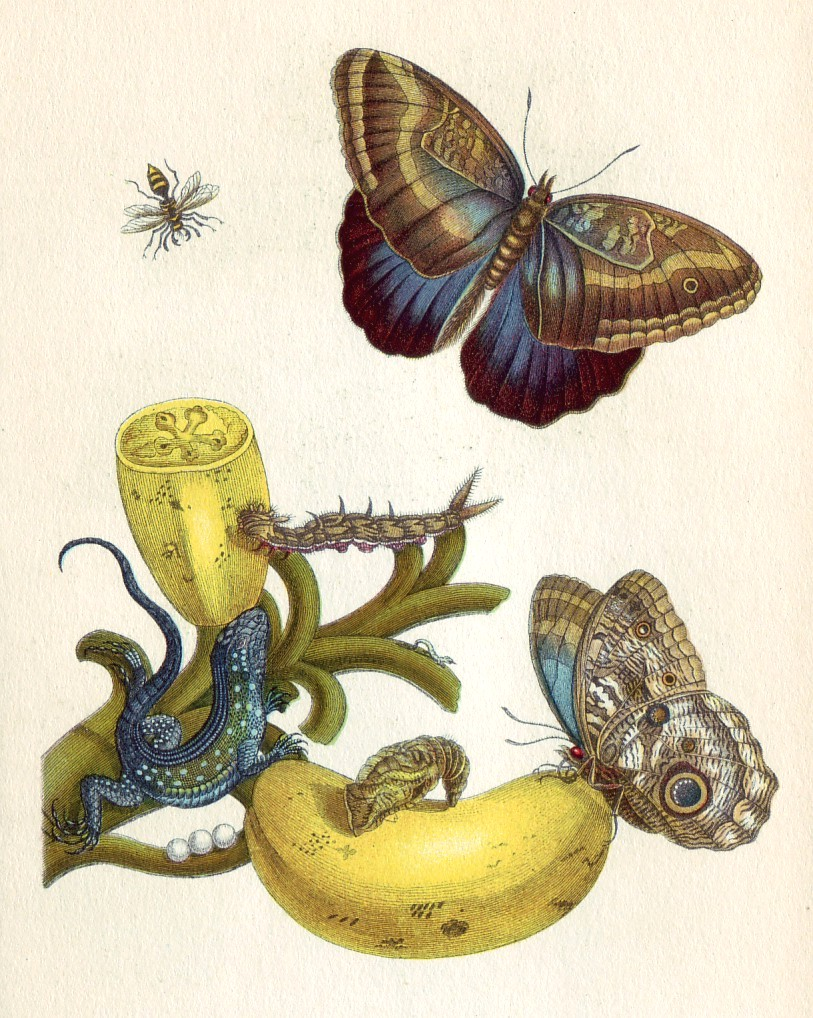
Bildtafel XXIII: Boccaves-Frucht mit Eidechse

Weiter heißt es in der Einleitung, dass auf den 60 Bildtafeln etwa 90 Beobachtungen von Raupen, Würmern und Maden gezeigt werden, die beim Häuten Form und Farbe verändern und sich schließlich in Schmetterlinge verwandeln. Außerdem seien verschiedene andere Tiere dargestellt, die: 

„alle von mir in Amerika nach dem Leben gezeichnet und beobachtet wurden bis auf wenige, die ich auf Aussagen der Indianer hinzugefügt habe.“

 Dabei unterliefen der Autorin unvermeidlich sachliche Fehler. Sie hatte ein Insekt aus zwei nicht zusammengehörigen Teilen zusammengesetzt, an einem Baum hängen die Früchte anders als in der Natur, Raupen sitzen nicht immer auf den richtigen Futterpflanzen. Manche Wissenslücken werden durch unhaltbare Hypothesen geschlossen. Mit solchen und ähnlichen Problemen ging die Merian recht unbefangen um: 

„Den schönen schwarzen mit roten und gelben Flecken verzierten und auf der Frucht sitzenden Käfer habe ich wegen seiner Seltenheit hier hinzugesetzt, um den Stich auszufüllen und zu schmücken, obwohl ich seine Herkunft nicht kenne. Ich will seine Erforschung gern anderen überlassen.“

Von den Zoologen des 18., vor allem aber des 19. Jahrhunderts wurden solche Ungenauigkeiten kritisiert. Allerdings verkannten die Kritiker mit dieser unhistorischen Betrachtungsweise, die ein Werk der Vergangenheit am aktuellen Wissensstand maß, nicht nur die wissenschaftlichen Verdienste Merians zu ihrer Zeit, sondern vor allem ihre große künstlerische Leistung. Die einfühlsam gezeichneten, sorgfältig kolorierten und kunstvoll komponierten Bildtafeln gelten noch heute als grafische Meisterwerke, die Erstdrucke als bibliophile Kostbarkeiten.

Hinzu kommen die auch kulturhistorisch aufschlussreichen Texte zu den einzelnen Tafeln. Merian erklärte dazu in der Einleitung: 

„Ich hätte den Text wohl ausführlicher gestalten können, da aber die heutige Welt sehr feinfühlig ist und die Ansichten der Gelehrten unterschiedlich sind, bin ich nur einfach bei meinen Beobachtungen geblieben. Ich liefere dadurch Stoff, aus dem jeder nach eigenem Sinn und eigener Meinung Schlüsse ziehen … kann.“

 Zu diesem Stoff gehörten außerdem ihre Bemerkungen über – zur damaligen Zeit – wirtschaftlich kaum genutzte Wildpflanzen: Kirschen, Pflaumen, Feigen und Vanille. Sie berichtete auch über die Probleme, Ansichten und Gewohnheiten der indianischen Bevölkerung. Darüber hinaus beklagte sie die Engstirnigkeit der weißen Pflanzer, die nichts anderes kannten als den Gelderwerb durch Zuckerrohranbau, und die für die „weltfremde“ Forscherin nur Spott übrig hatten. Die Kolonisten nahmen ihr auch gesellschaftskritische Anmerkungen über die Lebensumstände der Sklaven übel – sie berichtet etwa vom Suizid misshandelter Arbeiter und von deren verbreiteter Hoffnung, in einem freien Staat wiedergeboren zu werden. Ein größerer Teil ihrer Texte handelt von Geschmack und Zubereitung der einzelnen Pflanzen und Früchte sowie von deren Anwendung als Heilmittel.

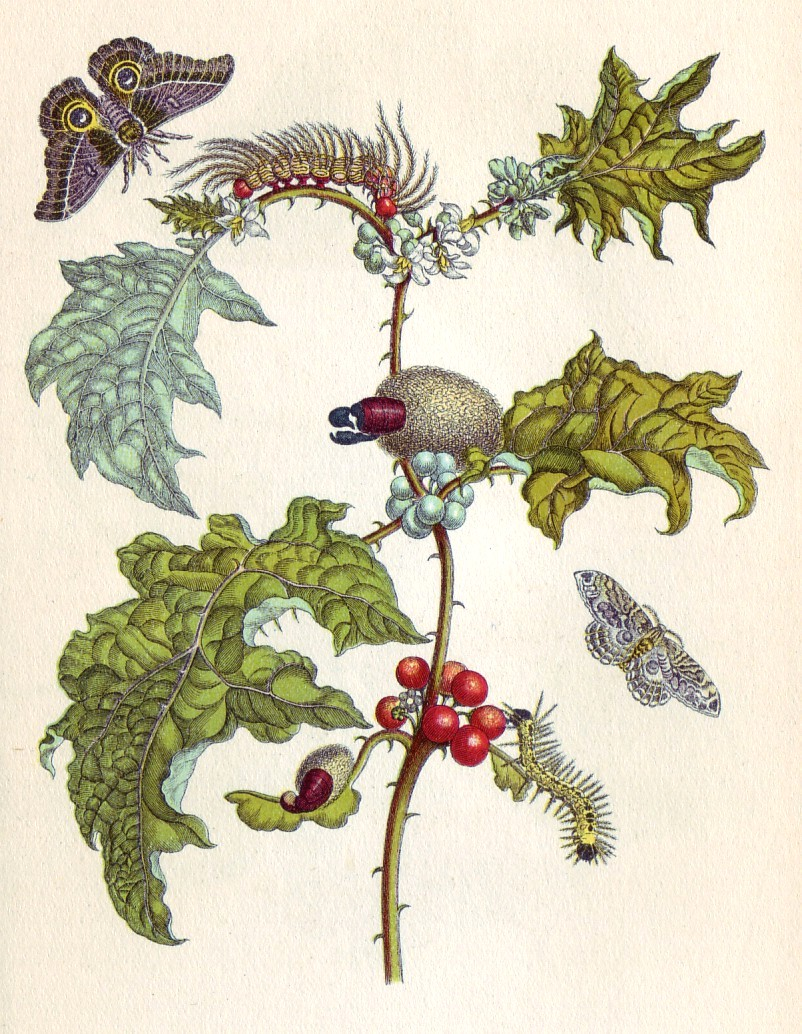
Bildtafel VI: Maccai
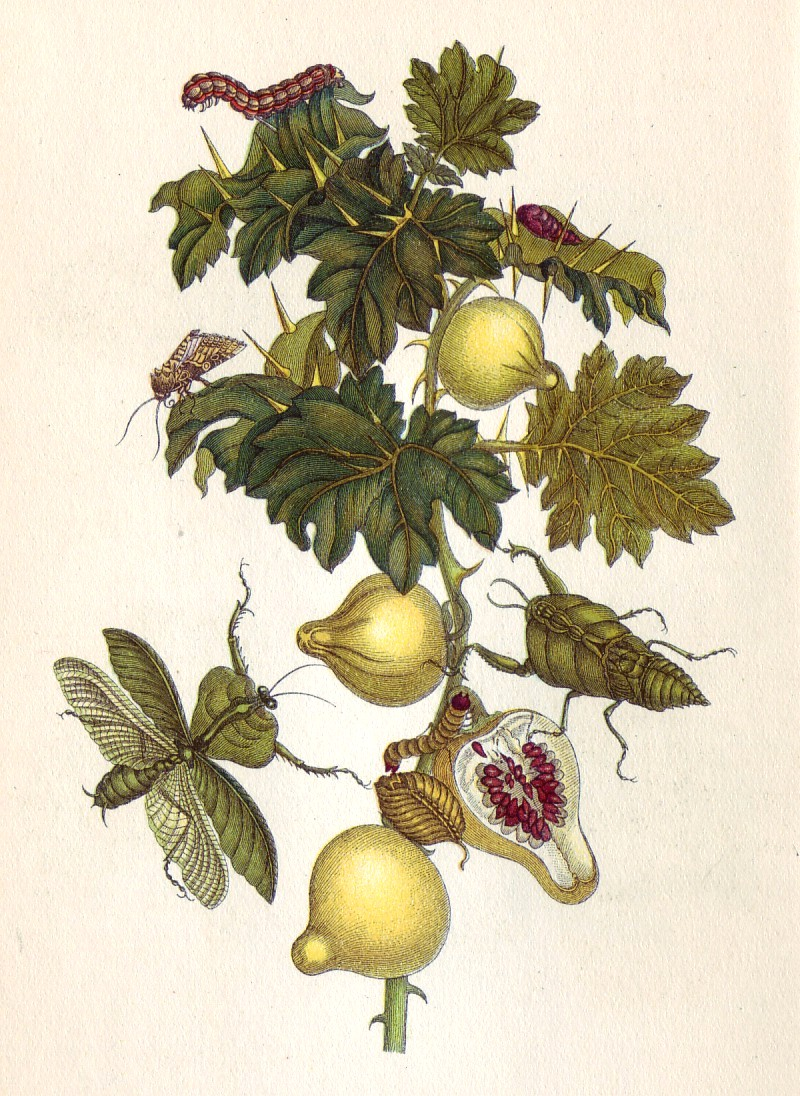
Bildtafel XXVII: Zitrone
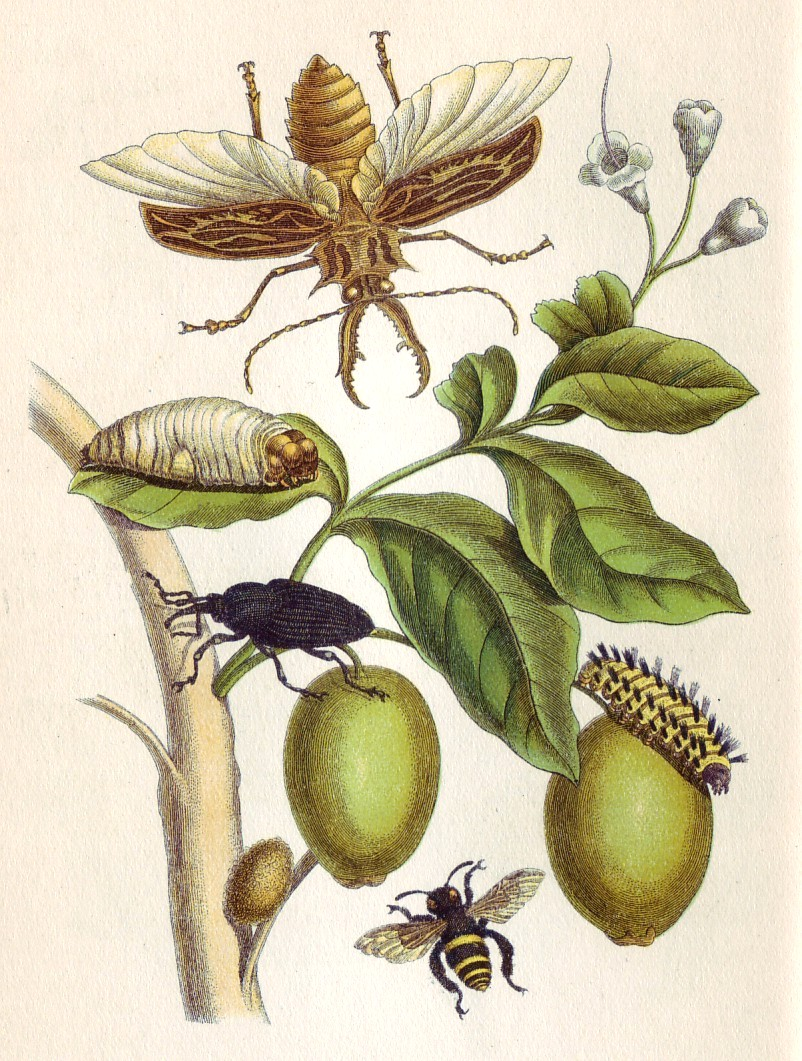
Bildtafel XLVIII: Tabrouba
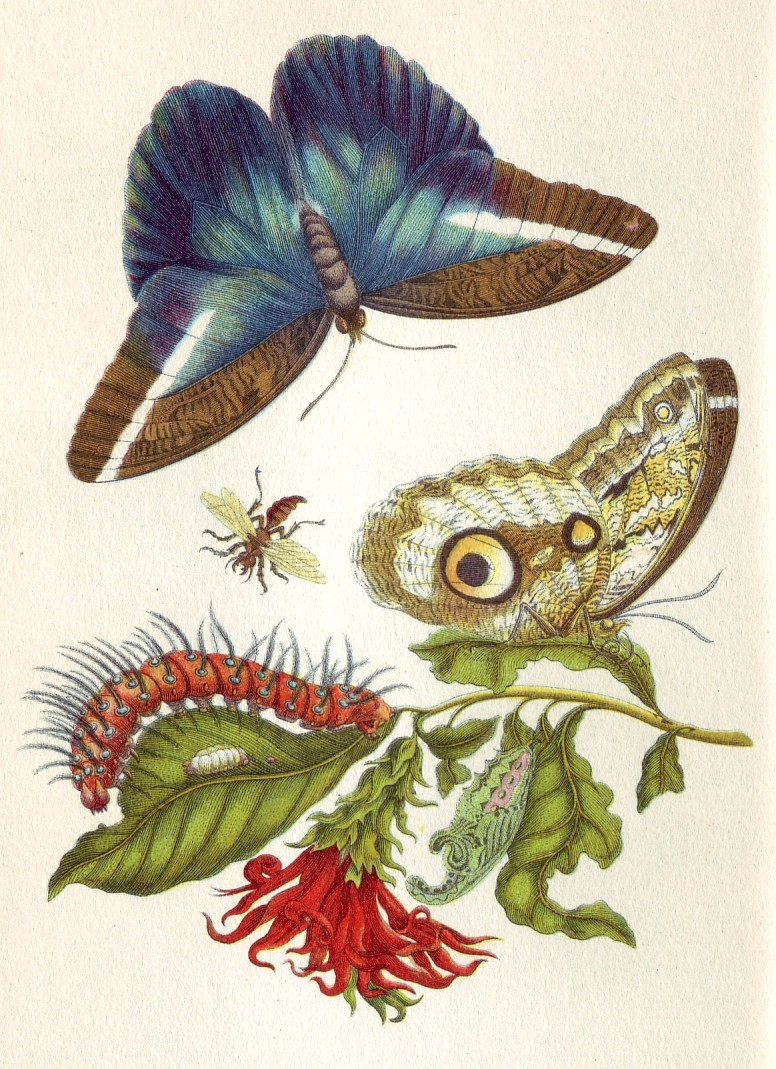
Bildtafel LX: Baum ohne Namen mit Großem Atlas

### Weitere Ausgaben
Nachdem Maria Sibylla Merian 1717 gestorben war, erschienen im 18. Jahrhundert noch vier Nachdrucke unter Verwendung der originalen Kupferplatten. Keiner von ihnen erreichte die künstlerische Vollkommenheit der von Merian selbst kolorierten Erstausgabe. Zunächst kaufte der Amsterdamer Verleger Johannes Oosterwijk die Druckunterlagen und gab das Werk 1719 neu heraus, wieder in je einer lateinischen und einer niederländischen Ausgabe. Zu den ursprünglich 60 Bildtafeln kamen zwölf weitere hinzu – zehn wurden im Nachlass der Künstlerin gefunden, zwei entstanden neu nach Zeichnungen aus dem Naturalienkabinett des Sammlers Albertus Seba. Der lateinische Titel lautete jetzt: Dissertatio de generatione et metamorphosis insectorum surinamensium. Ein Nachdruck des erweiterten Werkes erschien 1726 bei Peter Gosse im Haag, nun mit zweispaltig nebeneinander gedrucktem lateinischen und französischen Text und unter dem Titel Histoire des insectes de l’Amérique. Bei Bernard in Amsterdam kam 1730 eine im Bildteil unveränderte holländische Ausgabe heraus und im Verlag Desnos in Paris 1771 eine zweibändige französische Fassung von abermals geringerer Qualität, die neben den surinamischen auch die europäischen Insekten enthielt.

### Nachdruck zum 300. Todestag von Maria Sibylla Merian
Im Dezember 2016 erschien bei der Wissenschaftlichen Buchgesellschaft Darmstadt ein auf 1499 Exemplaren limitierter Nachdruck Grundlage des Nachdrucks war ein Originalexemplar der Königlichen Bibliothek der Niederlande in Den Haag. Neben den Drucken in Originalgröße enthält die Ausgabe zahlreiche weitere Information, u. a. Übersetzungen der niederländischen Texte, der Entstehungsgeschichte und der künstlerischen Wirkung des Werkes.